# Пиллсбери, Джон
Джон Са́рджент Пи́ллсбери (англ. John Sargent Pillsbury; 1827—1901) — американский промышленник, сооснователь компании Pillsbury, также государственный деятель и филантроп.

## Биография
Родился 29 июля 1827 года в городе Саттон, округ Мерримак, штат Нью-Гэмпшир, в семье John Pillsbury и Susan Wadleigh. Был потомком Joshua Pillsbury, который эмигрировал из Англии в город Ньюберипорт, штат Массачусетс в 1640 году. 
В 1851 году Пиллсбери открыл магазин в городе Warner, Нью-Гэмпшир, и сотрудничал с Уолтером Гарриманом, будущим губернатором штата Нью-Гэмпшир и участником Гражданской войны в США. В 1855 году Джон приехал в Миннесоту и поселился в Сент-Энтони (St. Anthony, ныне в составе Миннеаполиса). Пробовал свои силы в различных видах бизнеса — занимался поставками оборудования, недвижимостью, продажей лесоматериалов, в конце-концов став соучредителем компании Pillsbury вместе со своим племянником Чарльзом Пиллсбери, именем которого была названо предприятие. Джон Пиллсбери получил образование в Миннесотском университете, где он присоединился к братству Chi Psi.

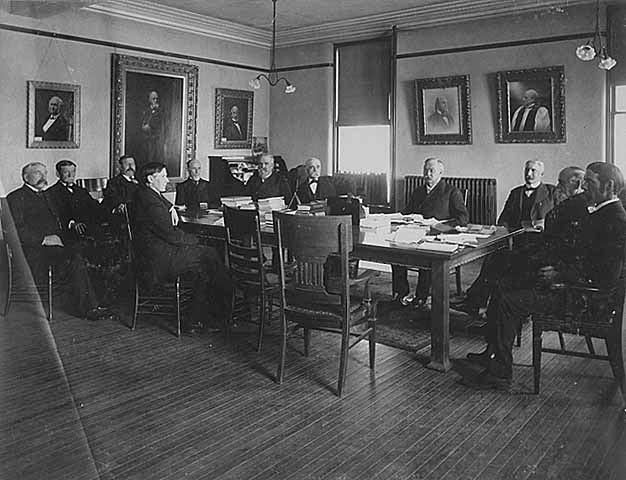
Джон Пиллсбери во главе попечительского совета Миннесотского университета

После Гражданской войны Пиллсбери был избран членом Военного ордена лояльного легиона США (англ. Military Order of the Loyal Legion of the United States) 3-го класса. оединенных Штатов. Несколько лет работал в Сенате штата Миннесота, прежде чем стал 8-м губернатором Миннесоты. На этом посту он служил с 7 января 1876 года по 10 января 1882 года.
Джон Пиллсбери был известен как благотворитель, предпочитавший анонимно делать пожертвования. В частности, он помог университету Миннесоты во взыскании с него долгов в первые годы существования, а затем служил в качестве университетского регента (председателя попечительского совета). Был известен как «Отец университета». Одно из помещений этого учебного заведения было названо в его честь — Pillsbury Hall.
Умер 18 октября 1901 года в городе Миннеаполис, штат Миннесота. Был похоронен на городском кладбище Lakewood Cemetery.

### Семья
3 ноября 1856 года Джон Пиллсбери женился на Магале Фиск (англ. Mahala Fisk Pillsbury, 1832—1910). У них было четверо детей:
- Addie Pillsbury Webster (1859—1885),
- Susan May Pillsbury Snyder (1863—1891),
- Sarah Belle Pillsbury Gale (1866—1944),
- Alfred Fiske Pillsbury (1869—1950).